# Right Above It
Right Above It è un brano musicale del rapper di New Orleans Lil Wayne, pubblicato come primo singolo estratto dall'album I Am Not a Human Being. La canzone è stata prodotta da Kane Beatz e figura il featuring di Drake. Il singolo è stato pubblicato il 17 agosto 2010.

## Tracce
Promo - CD-Single Cash Money / Motown
1. Right Above It (featuring Drake) - 3:51

## Classifiche
| Classifica (2010)      | Posizione massima |
| ---------------------- | ----------------- |
| Official Singles Chart | 37                |
| US Billboard Hot 100   | 6                 |